# Favoritos do Forte
O GRCES Favoritos do Forte foi fundado em 10 de novembro de 1997 como bloco de rua e já nos primórdios arrastava multidões de turistas e moradores nos dias de Carnaval pela avenida Presidente Castelo Branco, na beira da praia do bairro do Canto do Forte em Praia Grande/SP.
Com a construção do Sambódromo João Apolônio por parte da Prefeitura da cidade em 2005, o Favoritos do Forte desfilou ainda alguns anos como bloco carnavalesco até que no dia 25 de julho de 2009, formou uma diretoria oficial e passou então a ser uma escola de samba.
O objetivo dessa escola é servir como referencia cultural e social no bairro e na cidade. Atualmente oferece Criação de Propagandas Digital, com Willian P.Santana da Silva e Evandro Sanatana de Melo, além de diversas oficinas culturais para aprender a tocar algum instrumento.

## Segmentos

### Presidentes
| Nome                          | Mandato        | Ref.  |
| ----------------------------- | -------------- | ----- |
| José Augusto Santana da Silva | ? - atualidade | [ 3 ] |

### Diretores
| Ano  | Diretor de Carnaval | Diretor geral de harmonia | Mestre de bateria | Ref.  |
| ---- | ------------------- | ------------------------- | ----------------- | ----- |
| 2015 |                     | Sandra Valente            | Aurindo           | [ 3 ] |
| 2016 |                     |                           |                   |       |

### Coreógrafo
| Ano  | Nome       | Ref.  |
| ---- | ---------- | ----- |
| 2015 | Andy Angel | [ 3 ] |
| 2016 |            |       |

### Casal de Mestre-sala e Porta-bandeira
| Ano  | Nome                                   | Ref.  |
| ---- | -------------------------------------- | ----- |
| 2015 | Roni e Thainá (1º) Bruno e Dafini (2º) | [ 3 ] |
| 2016 |                                        |       |

### Rainhas de bateria
| Período | Rainha | Musa   | Princesa | Ref.  |
| ------- | ------ | ------ | -------- | ----- |
| 2015    | Kelly  | Gisele | Flávia   | [ 3 ] |
| 2016    |        |        |          |       |

## Carnavais
| Ano  | Colocação | Grupo    | Enredo | Carnavalesco | Intérprete           | Ref         |
| ---- | --------- | -------- | --- | ------------ | -------------------- | ----------- |
| 2009 | 5º lugar  | Grupo I  | |              |                      |             |
| 2010 | 5º lugar  | Grupo I  | Cantando Futebol, a Alegria do Povo                                                                          |              |                      |             |
| 2011 | Campeã    | Acesso   | O Desenvolvimento da Pesca                                                                                   |              |                      |             |
| 2014 |           | Acesso   | Praia Grande quem a conhece não te esquece, meu Canto do Forte que canta e encanta                           |              |                      |             |
| 2015 | 7º lugar  | Especial | Favoritos da um grito de alerta, salvem o planeta Compositores: Xandinho Nocera, André Filosofia e Tuca Maia | Vander Ramos | Márcia "tchan" e Edy | [ 4 ] [ 3 ] |